# Bão Francisco (2019)
Bão Francisco (1908), là cơn bão nhiệt đới thứ 9 năm 2019 và cũng là 1 cơn bão cuồng phong tác động đến Nhật Bản, Hàn Quốc và Triều Tiên. Hình thành vào ngày 1/8/2019, tan vào ngày 7/8.

## Cấp bão
Cấp bão (Nhật Bản): 130 km/h (80 mph) 70kts - Bão cuồng phong; Áp Suất 970mbar (hPa).
Cấp bão (Hoa Kỳ): 75kts - Bão cuồng phong cấp 1.
Cấp bão (Trung Quốc): 130 km/h - Bão cuồng phong.
Cấp bão (Hàn Quốc): Bão cuồng phong.

## Lịch sử khí tượng
Vào ngày 1 tháng 8, một áp thấp nhiệt đới hình thành ở phía đông quần đảo Mariana. Đến nửa đêm ngày 1 tháng 8, áp thấp nhiệt đới nhanh chóng trở thành cơn bão nhiệt đới Francisco. Trong vài ngày tiếp theo, Francisco dần mạnh lên và trở thành một cơn bão nhiệt đới dữ dội vào ngày 3 tháng 8. Sau đó, nó trở thành một cơn bão cuồng phong 12 giờ sau đó.

## Những thiệt hại
Dự đoán lũ lụt ven biển, 20.020 người đã được sơ tán khỏi Kokuraminami-ku và Moji-ku. Giao thông vận tải trong khu vực bị ảnh hưởng đã bị gián đoạn, với 130 chuyến bay bị hủy và Công ty Đường sắt Kyushu tạm dừng dịch vụ tàu hỏa. Nổi bật với Kyushu như một cơn bão, Francisco đã mang theo mưa lớn và gió mạnh đến phần lớn hòn đảo. Lượng mưa tích lũy vượt quá 120mm (4,7in) ở Nobeoka và 110mm (4,3 in) ở Saiki. Nobeoka đã quan sát một kỷ lục lượng mưa hàng giờ tại địa phương là 95,5mm (3,76in). Một cơn gió mạnh tối đa 143 km/h (89dặm/giờ) đã được quan sát tại sân bay Miyazaki, cơn gió mạnh nhất tháng 8 được ghi nhận trong thành phố. Một người bị chết đuối trong một con sông bị ngập lụt ở Kokonoe. Hai người bị thương sau khi bị gió mạnh quật ngã.